# Freedom from Want
Freedom from Want is een schilderij van Norman Rockwell en maakt deel uit van een serie van vier schilderijen met de naam Four Freedoms.

## Het schilderij
Dit schilderij werd op 6 maart 1943 gepubliceerd in The Saturday Evening Post en begeleid door een essay van Carlos Bulosan. De andere schilderijen werden in andere edities gepubliceerd.
Rockwell hield ervan het leven uit te beelden zoals hij het beleefde of zag. Naar Rockwells eigen beleving waren Freedom of Speech en Freedom of Worship het beste uit de verf gekomen. Het vierde schilderij was Freedom from Fear. Als model voor de personen op alle vier schilderijen koos hij zijn buren in Arlington (Vermont).
Het schilderij beeldt een klassiek Amerikaans gezin met grootouders uit tijdens een maaltijd, waarbij naar de traditie van Thanksgiving een kalkoen wordt geserveerd. Rockwell wilde met het schilderij een huiselijke sfeer uitbeelden met deugdzaamheid, eenheid en blijde gezichten, waarbij er voldoende voedsel is zonder buitensporigheid. Dit benadrukte hij bijvoorbeeld door het serveren van water als bescheiden drankkeuze. Buiten de Verenigde Staten is de afbeelding echter ook wel uitgelegd als een uitbeelding van Amerikaanse overdaad.
Er zijn van het schilderij meerdere parodieën gemaakt. Zo schilderde de New Yorkse schilder Frank Moore (1953-2002) in 1994 een schilderij met Amerikanen van verschillend ras onder de titel Freedom to Share, waarbij de kalkoenschaal overvol ligt met medicamenten. Ook van Moores schilderijen zijn parodieën gemaakt.
Walt Disney maakte een bekende parodie met Mickey en Minnie Mouse en meerdere andere Disneyfiguren aan tafel. Verder is de afbeelding veel gebruikt voor reclamedoeleinden, politieke campagnes en ansichtkaarten.
Met de schilderijen van Rockwell werd een tour door de Verenigde Staten gehouden onder het motto Buy War Bonds. Bij elkaar zagen 1,2 miljoen Amerikanen de schilderijen en werd er 132 miljoen dollar ingezameld voor de inzet in de Tweede Wereldoorlog.
Het schilderij bevindt zich in het Norman Rockwell Museum in Stockbridge (Massachusetts).

## Achtergrond
Het werk is geïnspireerd op de State of the Union op 6 januari 1941 van de Amerikaanse president Franklin Delano Roosevelt dat ook wel de Four Freedoms-speech wordt genoemd. Volgens Roosevelt in deze rede zijn de vier fundamentele rechten van de mens de vrijheid van meningsuiting, godsdienstvrijheid, vrijwaring van gebrek en vrijwaring van vrees.